# Parque Kitanomaru

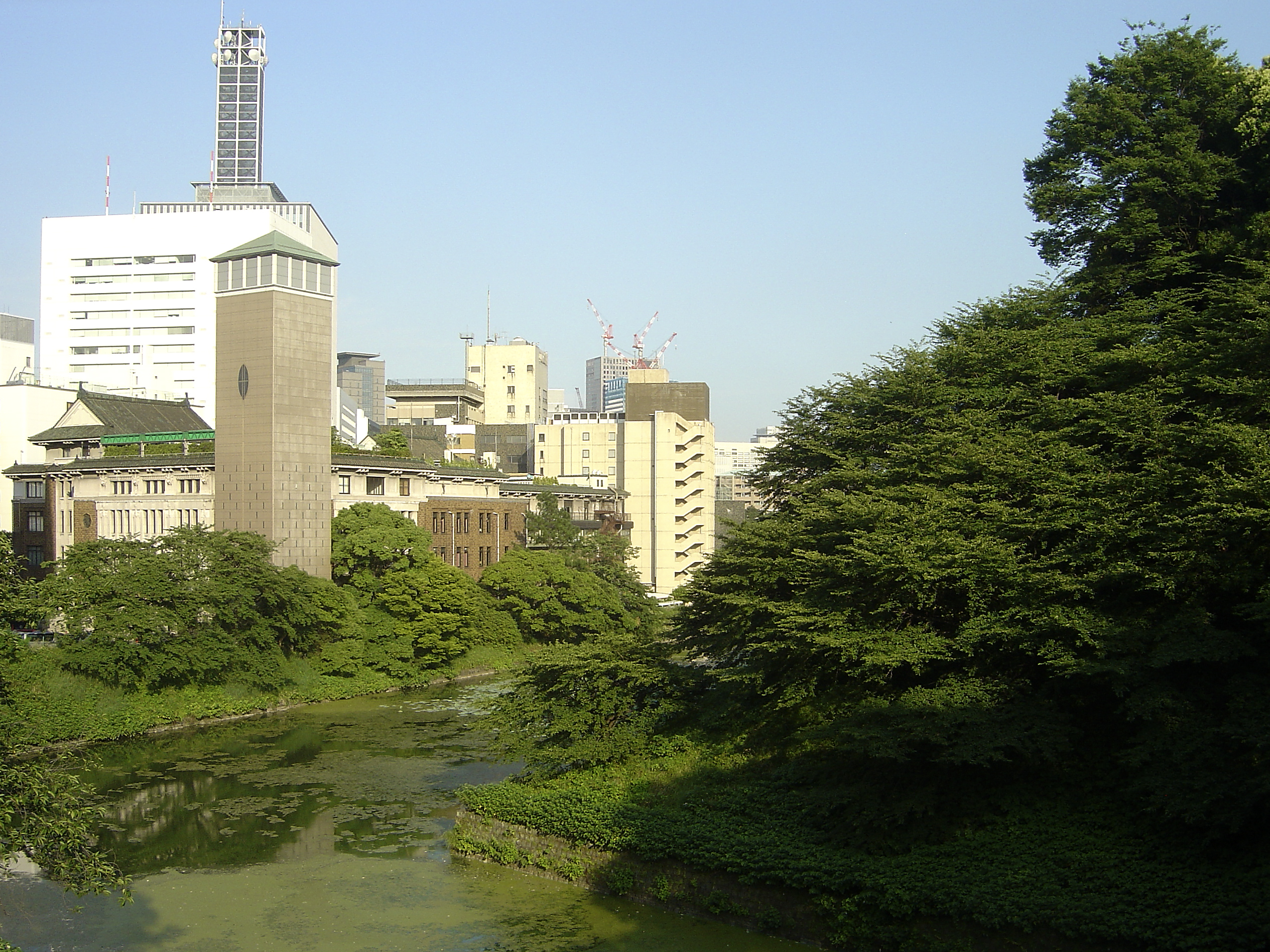
o Parque Kitanomaru é um otimo lugar para ir em Tóquio

Parque Kitanomaru (北の丸公園 Kitanomaru Kōen) é um parque público localizado em Chiyoda, Tóquio. Fica ao norte do Palácio Imperial de Tóquio.
O parque é onde se encontram o Nippon Budokan, um centro de esportes de artes marciais e o Museu Nacional de Arte Moderna de Tóquio.